# M.I.U. Album
M.I.U Album é o vigésimo segundo álbum de estúdio da banda de rock norte-americana The Beach Boys, lançado em 1978.  Gravado em um momento preocupante para a banda, só Mike Love, Al Jardine, e Brian Wilson aparecem ao longo do álbum. Carl Wilson e Dennis Wilson são audíveis em apenas algumas das canções.
M.I.U Album (Brother / Reprise MSK 2268) chegou a # 151 nos Estados Unidos por 4 semanas, mas não entrou nas paradas do Reino Unido.
M.I.U Album agora está emparelhado em CD com LA (Light Album).

## História
Após o lançamento de Love You, o The Beach Boys caiu em disputa sobre os rumos da banda, e estavam perto de romper.  Brian Wilson começou a regredir para o uso de drogas, o que agravou sua doença mental. O projeto destacaria a Meditação Transcendental da qual Mike Love era adepto. Dennis estava preparando seu primeiro álbum solo, Pacific Ocean Blue, e foi amplamente contra o novo projeto da banda, sobre o qual seu irmão Carl também era contra. Conseqüentemente, quando era hora de gravar o álbum, em setembro de 1977, apenas Mike, Brian e Al Jardine apareceram.
A intenção inicial era de Brian Wilson para produzir o álbum, mas logo ficou claro que ele não podia funcionar nesse papel. O crédito da produção do álbum foi dado a Al Jardine e ao parceiro de composições, Ron Altbach, com Brian faturado como "produtor executivo" - embora a natureza exata desse papel nunca tenha sido esclarecida. O provisoriamente intitulado Merry Christmas from the Beach Boys foi rejeitado pela gravadora, que exigia que a banda apresentasse um álbum regular de estúdio.
Quando perguntado sobre M.I.U Album na imprensa britânica, Dennis Wilson disse "não acredito nesse álbum" e que era "uma vergonha".
Embora o álbum tenha atingido  # 151 nos Estados Unidos, se tornou o primeiro desde 1964 a perder completamente posição no Reino Unido. "Come Go With Me" iria se tornar um hit top 20, no final de 1981, quando foi lançada como single na compilação Ten Years Of Harmony.

## Faixas
1. "She's Got Rhythm" (Brian Wilson/Mike Love/Ron Altbach) – 2:27
  - Brian Wilson e Mike Love nos vocais
2. "Come Go with Me" (C. E. Quick) – 2:06
  - Al Jardine nos vocais
3. "Hey Little Tomboy" (Brian Wilson) – 2:25
  - Mike Love, Brian Wilson e Carl Wilson nos vocais
4. "Kona Coast" (Al Jardine/Mike Love) – 2:33
  - Mike Love e Al Jardine nos vocais
5. "Peggy Sue" (Buddy Holly/J. Allison/N. Petty) – 2:15
  - Al Jardine nos vocais
6. "Wontcha Come Out Tonight?" (Brian Wilson/Mike Love) – 2:30
  - Brian Wilson e Mike Love nos vocais
7. "Sweet Sunday Kind Of Love" (Brian Wilson/Mike Love) – 2:42
  - Carl Wilson nos vocais
8. "Belles of Paris" (Brian Wilson/Mike Love/Ron Altbach) – 2:27
  - Mike Love nos vocais
9. "Pitter Patter" (Brian Wilson/Mike Love/Al Jardine) – 3:14
  - Mike Love e Al Jardine nos vocais
10. "My Diane" (Brian Wilson) – 2:37
  - Dennis Wilson nos vocais
11. "Match Point of Our Love" (Brian Wilson/Mike Love) – 3:29
  - Brian Wilson nos vocais
12. "Winds of Change" (Ron Altbach/Ed Tuleja) – 3:14
  - Al Jardine e Mike Love nos vocais

### Singles
- "Peggy Sue" b/w "Hey Little Tomboy" (Brother 1394), 28 de agosto de 1978. Estados Unidos # 59.
- "Come Go With Me" b/w "Don't Go Near The Water" (do Surf's Up) (Brother/Caribou ZS4 02.633), 2 de novembro de 1981 Estados Unidos # 18.

## Merry Christmas From The Beach Boys
Depois de assinar com a CBS Records em 1977, os Beach Boys queriam satisfazer os termos de seu contrato com a Warner/Reprise lançando um álbum de Natal. O material foi  rejeitado pela Warner e muitas das faixas apareceram em vários bootlegs. Em 1998 foi lançado o disco Ultimate Christmas com as faixas não aproveitadas. Se lançado, o álbum teria a listagem completa a seguir:
Lado A:
1. "Christmastime Is Here Again" (Peggy Sue com nova letra)
2. "Child Of Winter (Christmas Song)" (um remix do single de 1974)
3. "Winter Symphony"
4. "Michael Row The Boat Ashore" (Outtake do 15 Big Ones)
5. "Seasons In The Sun" (gravado em 1970)

Lado B:
1. "Holy Evening " (também conhecido como " Morning Christmas ")
2. "Christmas Day" (Uma faixa diferente da canção de 1964 do Christmas album)
3. "Go And Get That Girl"
4. "Santa's on his way" ( "HELP Is On The Way", com novas letras)
5. "I Saw Mommy Kissing Santa Claus"
6. "Medley: God Rest Ye Merry Gentlemen / Come All Ye Faithful / Hark The Herald Angels Sing / We Wish You a Merry Christmas"

outtakes incluem:
1. "Santa's Got An Airplane" ( "Loop De Loop", com nova letra)
2. "Belles of Christmas" (reescrito como "Belles of Paris")
3. "Kona Christmas" (reescrito como "Kona Coast")
4. "I Saw Mommy Kissing Santa Claus" (Vocal de Wendy e Carnie Wilson, vocais dos Beach Boys)

## Califórnia Feeling
Um álbum gravado em Iowa foi entregue à Warner Bros na primavera de 1978.  Ele foi originalmente intitulado "California Feeling". O álbum era para ser lançado com a seguinte programação:
1. "Match Point Of Our Love"
2. "Pitter Patter"
3. "Sweet Sunday Kind Of Love"
4. "Belles Of Paris"
5. "Winds Of Change"
6. "My Diane"
7. "She's Got Rhythm"
8. "Our Team"
9. "Hey Little Tomboy"
10. "Kona Coast"
11. "Wontcha Come Out Tonight"
12. "How's About A Little Bit Of Your Sweet Lovin '"

Também foram consideradas para o álbum a canção de 1969 "San Miguel", composta por Dennis Wilson e uma primeira versão de "Lady Lynda", de Al Jardine.  Este álbum foi rejeitado pela Warner.

## Winds Of Change
O álbum "California Feeling" foi regravado e "açucarado" para o lançamento. Duas canções, "How's About A Little Bit Of Your Sweet Lovin'" e "Our Team", foram substituídas por "Peggy Sue" e uma nova versão de "Come Go With Me".  O álbum foi renomeado "Winds Of Change" e com lançamento previsto para o verão de 1978.  "Winds Of Change" era para ser lançado com a seguinte programação:
1. "Match Point Of Our Love"
2. "Pitter Patter"
3. "Sweet Sunday Kind Of Love"
4. "Belles Of Paris"
5. "Winds Of Change"
6. "My Diane"
7. "She's Got Rhythm"
8. "Peggy Sue"
9. "Hey Little Tomboy"
10. "Kona Coast"
11. "Wontcha Come Out Tonight"
12. "Come Go With Me"

Também considerado para o álbum foi o outtake de 1977, "Ruby Baby". Este álbum também foi rejeitado pela Warner.
O álbum foi reorganizado e finalmente lançado em outubro de 1978 como "M.I.U Album".